# Gaia BH1
Pour les articles homonymes, voir Gaïa (homonymie).
Gaia BH1 (Gaia DR3 4373465352415301632) est un système binaire composé d'une étoile de séquence principale de type G et d'un trou noir de masse stellaire probable, situé à environ 1 565 années-lumière (~480 parsecs) dans la constellation d'Ophiuchus.
C'est le système connu de ce type le plus proche dont les astronomes sont raisonnablement sûrs qu'il contient un trou noir, suivi de A0620-00.

## Découverte
D’une masse avoisinant dix fois celle du Soleil, Gaia BH1 est un trou noir stellaire trois fois plus proche de la Terre que le précédent détenteur du record, qui se trouve dans la constellation de la Licorne.
L'objet massif et obscur a été découvert en avril 2022 par une équipe dirigée par l’astrophysicien Kareem El-Badry de l’Observatoire international Gemini à Hawaï, à partir de données collectées par le satellite d'astrométrie Gaia, selon une étude publiée dans la revue Royal Astronomical Society en octobre 2022. Sa découverte est rendue publique le 4 novembre 2022.
L'équipe de scientifiques l'a repéré en observant ses effets gravitationnels sur son étoile compagnon à partir des données collectées par la sonde spatiale Gaia de l’Agence spatiale européenne (ESA). Les découvreurs ont étudié en détail la période orbitale de cette étoile encore existante et ont ainsi observé d’infimes déviations de vitesse provoquées par un objet massif invisible.
Cet objet est le premier trou noir, entièrement obscur, qui ait été découvert seulement par l'observation du mouvement binaire selon la gravité. Auparavant, tous les trous noirs avaient été observés, soit avec leurs émissions X soit avec leurs émissions radio. La découverte contribuera dorénavant à observer plus de trous noirs sans émission et situés près du Soleil.